# Forteresse digitale
Forteresse digitale (titre original : Digital Fortress) est le premier roman de Dan Brown, publié aux États-Unis en 1998. Il est sorti en France en 2007, et s'est vendu à 204 100 exemplaires en 2007. La traduction littérale de Digital Fortress est Forteresse numérique, malgré le titre donné à la version francophone du livre.

## Résumé
Susan Fletcher, qui est à la tête de la division Cryptologie de la NSA (National Security Agency), se trouve face à un problème sans précédent. Le superordinateur TRANSLTR (comprendre TRANSLATOR) à deux milliards de dollars et trois millions de microprocesseurs utilisé par la NSA pour casser tous les codes qui chiffrent les communications mondiales (courriels, etc.) se trouve devant une impasse lorsqu'un ancien cryptologue de la NSA, Ensei Tankado dévoile l'existence d'un nouvel algorithme. Alors qu’il faut habituellement quelques minutes pour qu’un fichier soit déchiffré, ce superordinateur recherche toujours la solution après déjà 15 heures, ce qui ne peut être expliqué que par l’existence d’un code incassable, la Forteresse Digitale.  
Tandis que son fiancé David Becker est envoyé en Espagne pour « Un simple aller-retour » par le Commandant Trevor Strathmore, Susan est appelée à la rescousse par ce dernier afin de trouver la raison du problème. Rapidement, Susan comprend qu'un code incassable existerait, et aurait été créé par Ensei Tankado. Celui-ci compte le vendre aux enchères si Strathmore ne révèle pas au monde entier l'existence de TRANSLTR.
Ainsi se créent en parallèle deux intrigues : d'un côté celle de David qui, difficilement, cherche à récupérer une bague en or appartenant à Tankado, mort depuis, et susceptible de renfermer la clé ; de l'autre celle de Susan qui recherche comment casser le code, comment l'exploiter et comment empêcher la divulgation du code qui rendrait la NSA impuissante.
Puis, cette dernière apprend que Greg Hale serait le complice de Tankado. Mais lorsqu'elle essaie de prévenir son supérieur, un informaticien découvre un virus sur le super ordinateur, et essaie de couper le courant afin d'éviter que celui-ci ne se retrouve dans la base de données top-secrète de la NSA. Mais il échoue, mis KO par Hale et tué (en réalité par Strathmore). Hélas, Hale commet l'erreur de couper le courant, et le circuit auxiliaire ne se met en place que pour l'ordinateur et non pour les lumières. La suite de l'intrigue se passe dans le noir : l'héroïne apprend de son chef son projet d'insérer une « porte secrète » à l'algorithme et fait tout pour l'aider.
Soudain, une alarme se fait entendre : l'ordinateur est en surchauffe. Strathmore essaie donc de couper l'ordinateur. Mais celui-ci refuse : il est infecté par un virus informatique. Il devient donc nécessaire de couper le courant, ce qui est fait. Mais après le meurtre, maquillé en suicide de Hale, Susan découvre que Strathmore l’aime et a joué un double jeu, c’est lui qui a manigancé un plan complexe pour perpétuer la suprématie de la NSA en introduisant une porte secrète (backdoor) dans Forteresse digitale. Mais il a été piégé par Tankado qui a lui aussi brouillé les pistes… Forteresse digitale est un leurre et n’existe en fait pas du tout, le seul but étant de forcer le gouvernement à révéler l’existence de TRANSLTR, qui représente une menace pour la vie privée des citoyens, et d’introduire un virus destructeur permettant l’accès à la base de données ultra sensibles de la NSA. Mais l'ordinateur prend feu et explose, tuant le Commandant. C'est alors que Susan réussit à s'en sortir et être récupérée par M. Fontaine, Directeur des opérations de la NSA.
Pendant ce temps, David n'a pas chômé. Après avoir récupéré la bague, il est poursuivi par un tueur. Il réussit à s'en débarrasser et être « pris en charge » par des commandos de la NSA qui surveillaient le tueur. Commence alors une course contre la montre : le code de Forteresse Digitale introduit par Strathmore était un virus, et celui-ci a débranché volontairement l'antivirus. Le but de ce virus est simple : détruire les barrières de protections de serveurs de la NSA afin de rendre les données top-secrètes accessibles à tous les PC du monde. Une seule parade existe : un mot de passe  que Tankado devait donner à la NSA lorsque celle-ci aurait révélé l'existence de TRANSLTR. Or, la mort de Tankado oblige à, au choix : couper la base de données, un désastre pour toutes les autorités y étant connectées ; ou trouver la clé. Hélas, le code écrit sur la bague n'est pas le bon, et, à l'entrée de celui-ci, le virus accélère son action : dix minutes plus tard, la base de données ne sera plus sécurisée. Seul un indice permet aux personnages de trouver le moyen de se sortir du piège : une entrée numérique. DCRL ELON IEEE SESA FPEM PSHG FRNE ODIA EETN NEMS RMRT SHAA EIES AIEK NEER BRTI est la solution mais il faut utiliser la méthode du carré de César ci-dessous. 3 en est le résultat des six minutes d'efforts de toute l'équipe, la différence entre l'uranium 235 de Hiroshima et le plutonium 238 de Nagasaki mais aussi, Susan le comprend au dernier moment, un signe de la main infirme de Takando (trois doigts) quelques instants avant sa mort qui est réalité un meurtre.. une fois le code entré le système se rétablit et les données ultra sensibles redeviennent inaccessibles in extremis. Takando a atteint son but ultime: la destruction de TRANSLTR 
Le livre se termine par la demande en mariage de David à Susan et par le retour de la dépouille d'Ensei Tankado au Japon et à son père, qui l’avait rejeté enfant comme infirme, et qui s’avère être le PDG d’une grande société de cryptographie qui désirait acquérir Forteresse Digitale.

## Personnages
- Susan Fletcher, Chef du service de cryptologie à la NSA. Fiancée à David Becker.
- David Becker, Directeur du département des langues modernes de l'université de Georgetown. Fiancé à Susan Fletcher.
- Commandant Trevor Strathmore, Directeur adjoint des opérations à la NSA.
- Ensei Tankado, Ancien employé japonais et infirme de la NSA au service Cryptologie, il est le créateur de Forteresse Digitale.
- Phil Chartrukian, employé de la Sys-Sec (System Security) au service Crypto de la NSA.
- Leland Fontaine, Directeur de la NSA.
- Greg Hale, Cryptologue de la NSA.
- Chad Brinkerhoff, Secrétaire particulier du directeur de la NSA.
- Midge Milken, Chargée de la sécurité interne auprès du Directeur de la NSA.
- Jabba, Chef de la Sys-Sec.
- Soshi Kuta, Technicienne en chef de la Sys-Sec.
- North Dakota, Pseudonyme qu'emploie Ensei Tankado pour faire croire Strathmore en l'existence de Forteresse Digitale.
- L'homme aux lunettes cerclées de fer / Hulohot, Tueur à gage.
- Tokugen Numataka, PDG de Numatech Corp.
- Pierre Cloucharde, journaliste québécois.
- Roldán, employé d'Escortes Belén.
- Manuel, employé de l'Hotel Alfonso XIII.
- Rocío Eva Granada, Escorte de l'agence Escortes Belén.
- Hans Huber, Touriste allemand.
- Deux-Tons, Adolescent punk.
- Megan, Adolescente américaine.
- John, garde du service de cryptologie

## Intrigue
Comme dans le cas de ses autres livres, Dan Brown nous emmène dans un univers mélangeant réalité et fiction. Ce roman emmènera le lecteur tour à tour aux États-Unis, en Espagne, au Japon, à la recherche de la solution. L'histoire romaine et la langue latine jouent aussi un rôle important dans les tentatives de déchiffrement des codes. Par ailleurs, il y aurait un mystère à résoudre concernant l'inscription "Quis custodiet ipsos custodes" qui donnerait écrit dans le sens inverse "sedotsucsospiteidotsucsiuQ". En remplaçant les "dot" ("point" en anglais), cela donnerait : "se.sucsospitei.sucsiuQ". Réécrit dans le bon sens, on obtiendrait "quiscus.ietipsoscus.es". Une adresse internet située en Espagne, lieu où se passe une grande partie du roman.

### Code à déchiffrer
La fin du roman laisse apparaître après l'épilogue une ligne en code.
Dans la version française, cette ligne est la suivante:
```
113-19-5-28-5-53-66-113-76-19-128-10-92-15-19-128
```

Pour déchiffrer ce code, il faut avoir le roman à portée de main et prendre la première lettre de chacun des chapitres dont les numéros sont indiqués dans cette série.(il y a bien 128 chapitres, et le nombre 128 est là pour aider à trouver la relation). On obtient alors :
```
VEOROTBVUESESSES
```

Pour déchiffrer cette série de lettres obtenue, il faut écrire cette série de lettres en carré (Les 16 lettres donnent un carré de 4 lettres de côté) : il faut écrire en colonne. Cela est le carré de César (nom donné dans le livre), type de cryptographie utilisée au temps de l’Empire Romain pour chiffrer les messages. Les lettres deviennent alors :
```
V O U S
E T E S
O B S E
R V E S
```

En lisant en ligne, on voit :
```
VOUSETESOBSERVES
```

En ajoutant les espaces aux bons endroits, on obtient :
```
"Vous êtes observés" 
```

Une référence aux systèmes de surveillance de la NSA et à « Big Brother is Watching You »